# Lamborghini 3500 GTZ
Lamborghini 3500 GTZ – roadster Lamborghini wystawiony w 1965 roku na Torino Auto Show.
W połowie lat 60. Ferruccio Lamborghini zlecił firmie Zagato zaprojektowanie nowego samochodu. Efekt ich pracy pod nazwą 3500 GTZ zaprezentowano na salonie samochodowym w Londynie w 1965. Nowe nadwozie oparto na skróconej ramie 350 GT. Jednak kształt nadwozia nie spotkał się z aprobatą Lamborghini, mimo tego, że przez wielu był uważany za dość ładne auto. To samo można powiedzieć o luksusowym wnętrzu wykończonym drewnem i skórą. Nazwa samochodu wskazywała, że jest on napędzany silnikiem pojemności 3,5 l. W początkowych założeniach konstruktorów faktycznie tak było. Kiedy jednak okazało się, że samochód nie będzie produkowany seryjnie wykorzystano go do testów nowego silnika o pojemności 3,9 l. Ten sam silnik napędzał później Miurę, Espadę, 400 GT i wiele innych modeli Lamborghini. Powstały tylko 2 prototypowe egzemplarze 3500 GTZ.

## Dane techniczne Lamborghini 3500 GTZ
| Marka i model                         | Lamborghini 3500 GTZ                 |
| Okres produkcji                       | 1966-1967                            |
| Wymiary, masy i pojemności            |                                      |
| Długość                               | 4300 mm                              |
| Szerokość                             | 1640 mm                              |
| Wysokość                              | 1220 mm                              |
| Rozstaw osi                           | 2550 mm                              |
| Masa                                  | 1050 kg                              |
| Stosunek masy do mocy                 | 3,28 kg/KM                           |
| Pojemność zbiornika paliwa            | 80 l                                 |
| Rozmiar opon                          | 205/70 ZR 15                         |
| Rozmiar tarcz hamulc. (p/t)           | 280 mm / 275 mm                      |
| Silnik, przeniesienie napędu i osiągi |                                      |
| Napęd                                 | na tył                               |
| Typ silnika                           | V12 24v                              |
| Pojemność skok.                       | 3939 cm ³                            |
| Skrzynia biegów (M/A)                 | 5-biegowa ZF (M)                     |
| Moc                                   | 235 kW (320 KM) przy 6500 obr / min. |
| Moment obrotowy                       | 375 Nm przy 4500 obr / min.          |
| Prędkość maksymalna                   | 260 km/h                             |
| ------------------------------------- | ------------------------------------ |